# Mob Rules (groupe)
Pour les articles homonymes, voir Mob Rules (homonymie).
Mob Rules est un groupe de power metal symphonique allemand originaire de Wilhelmshaven, en Basse-Saxe. Il est formé en 1994 par le guitariste Matthias Mineur, le bassiste Thorsten Plorin, et Arved Mannott. Dans la tournée qui suit, Mob Rules est soutenu par le claviériste Sascha Onnen, qui deviendra plus tard un membre permanent du groupe. En 2002, Mob Rules signe au label SPV et publie un troisième album studio, Hollowed be thy Name.

## Biographie
Mob Rules est formé en 1994 par Matthias Mineur, Thorsten Plorin, Klaus Dirks et Arved Mannott. Mineur et Plorin sont d'anciens membres d'un groupe local renommé appelé Van Blanc. Deux ans après sa formation, le groupe se renforce avec l'arrivée d'Oliver Fuhlhage comme second guitariste, aux côtés duquel ils auto-produisent l'EP-démo Savage Land Part I, qui attire l'attention de différentes maisons de disques. Le groupe signe au label Limb Music, et publie en 1999, son premier album, Savage Land, qui reçoit d'excellentes critiques. Dans la tournée qui suit, Mob Rules est soutenu par le claviériste Sascha Onnen, qui deviendra plus tard un membre permanent du groupe. Dans les années suivantes, Mob Rules publie trois autres albums studio, tous très bien accueillis par la presse spécialisée. Le groupe tourne avec Savatage, joue plusieurs fois au Wacken Open Air, et ouvre en concert pour Ronnie James Dio, Scorpions, et autres groupes au succès international. En outre, ils jouent avec Amon Amarth et Lordi au Wacken Roadshow.
En 2002, Mob Rules signe au label SPV et publie un troisième album studio, Hollowed be thy Name. Il comprend entre autres une reprise de la chanson How the Gypsy Was Born de Frumpy, et fait participer Peter Wagner du groupe Rage. En 2004, Oliver Fuhlhage quitte le groupe et est remplacé par Sven Lüdke. Cette même année, leur quatrième album studio, Among the Gods, est publié. En soutien à l'album, le groupe part en tournée, qui est enregistrée et publiée en 2005 comme album live sous le titre Signs of the Time. 
En 2006, le bassiste Thorsten Plorin quitte le groupe, et est remplacé par Markus Brinkmann. En octobre la même année sort l'album Ethnolution A.D.. En mai 2007, Mob Rules fait sa première apparition en dehors de l'Europe au Bay Area Festival de San Francisco, en Californie, aux États-Unis. En novembre 2009, leur sixième album studio, Radical Peace, est publié au label AFM Records. Le claviériste Sascha Onnen quitte le groupe pendant la tournée avec Love.Might.Kill, et est remplacé par Jan Christian Halfbrodt. 
En septembre 2011, Mob Rules joue en co-tête d'affiche au festival ProgPower à Atlanta. En octobre 2012, le groupe publie, encore au label AFM Records, son septième album studio, Cannibal Nation, qui comprend notamment la chanson live Children of the Flames. La sortie de l'album suit d'une tournée Cannibal Nation en 2013. Pour marquer sa vingtième année d'existence, le groupe publie un coffret CD/DVD (3-CD/1-DVD) intitulé Timekeeper. Il comprend un best-of et un DVD live de leur apparition en 2011 à Atlanta,. Le 25 octobre 2014, le groupe participe au festival Break The Barriers avec les groupes Love.Might.Kill et Gamma Ray.

## Membres

### Membres actuels
- Matthias Mineur - guitare (depuis 1994)[1]
- Klaus Dirks - chant (depuis 1994)[1]
- Markus Brinkmann - basse (depuis 2005)[1]
- Sven Lüdke - guitare (depuis 2005)[1]
- Nicholas Fritz - batterie (depuis 2008)[1]
- Jan Christian Halfbrodt - claviers (depuis 2010)[1]

### Anciens membres
- Thorsten Plorin - basse (1994-2006)[1]
- Arved Mannott - batterie (1994-2008)[1]
- Oliver Fuhlhage - guitare (1996-2005)[1]
- Sascha Onnen - claviers (1999-2010)[1]

## Discographie
2018: Tales from beyond
1. Dykemaster’s Tale
2. Somerled
3. Signs
4. On The Edge
5. My Kingdom Come
6. The Healer
7. Dust Of Vengeance
8. A Tale From Beyond
9. A Tale From Beyond [Part 2: A Mirror Inside]
10. A Tale From Beyond [Part 3: Science Save Me!?]
11. Outer space
2018: Beast reborn
1. Beast Reborn
2. Ghost Of A Chance
3. Shores Ahead
4. Sinister Light
5. Traveller In Time
6. Children’s Crusade
7. War Of Currents
8. The Explorer
9. Revenant Of The Sea
10. Way Back Home
11. My Sobriety Mind (For Those Who Left)